# Steven Universe
A Steven Universe 2013 és 2019 között vetített amerikai televíziós számítógépes animációs vígjátéksorozat, amelyet Rebecca Sugar készített, az első nő a csatornánál, aki egy sorozat alkotója. A sorozat egy gyerekről szól, aki félig ember, félig ékkő. A sorozat kiötlője, állítása szerint, a főszereplőt saját öccséről, Steven Sugarról mintázta.
Amerikában 2013. november 4-én mutatta be. Magyarországon 2014. október 14-én mutatták be a számos animés utalást tartalmazó Steven Universe-t. 2015-ben bemutatásra került a Say Uncle című epizód, amely egy crossover a Nagyfater bátyó rajzfilmsorozattal.

## Tartalom
A sorozatban a megjelenő veszélyeket három kristály ékkő előzi meg: Ametiszt, Gránát és Gyöngy. Hozzájuk csatlakozott Steven, aki azután született meg, hogy szintén ékkő anyja, Rózsakvarc lemondott testi megjelenéséről. Mivel Steven apja Greg egy ember, ezért a fiú csak félig ékkő. A lányoknak feladatuk, hogy kiképezzék őt. Minden ékkő örökké él, de ha az ékkövük megreped furcsa módon mutációk mennek végbe rajtuk és, ha az ékkő teljesen kettétörik, akkor az ékkő megszűnik létezni. Az összes ékkőnek a teste csak kivetülés, ha az komolyan megsérül, akkor a kivetülés megszűnik hosszabb-rövidebb időre, és visszatérnek az ékkövükbe regenerálódni. A történet során, Steven megismerkedik egy kedves lánnyal: Connie-val, Oroszlánnal – aki egy rózsaszín oroszlán -, Sadie-vel és Larsszal – a Fánkóriás dolgozóival – és még sok más karakterrel. Steven sokat fejlődik a történet során: megtanulja megidézni a fegyverét, gyógyító ereje is lesz.

## Szereplők

### Főszereplők
- Steven Universe – Félig ember, félig ékkő, aki – bár néha bajt okoz – mindig próbálkozik helytállni a bevetéseken. Aranyból van a szíve. A történet előrehaladtával egyre bölcsebb és erősebb lesz, sokszor túlszárnyalja kristály ékkő társait. Steven nem csak más ékkövekkel tud fúzióba lépni, hanem emberekkel is. Emberhez képest óriási testi erővel rendelkezik, a nyálával képes gyógyítani, szinte áthatolhatatlan buborékot tud maga köré vonni, fegyvere a rózsa pajzs és az anyjától örökölt kardja. A későbbiekben elsajátítja a lebegés képességét.
- Gránát – A Kristály ékkövek vezére, a legkomolyabb közülük, de Steven néha meg tudja nevettetni. Ki nem állhatja amikor Gyöngy és Ametiszt vitatkozik. A fegyvere két páncélököl amit képes megnövelni. Gránát igazából egy fúzió, akit két másik ékkő,  Rubin és Zafír alkot. Erős, bátor és fegyelmezett harcos, aki képes a jövőbe látni. A jövőbelátás képességét rövid időre képes másoknak átadni.
- Ametiszt – A kristály ékkövek között ő a legrendetlenebb, egy igazi vadóc. Érzéseit mindig igyekszik magába fojtani általában sikertelenül, és emiatt gyakran kerül összetűzésbe a többiekkel, főleg Gyönggyel. Szeret alakot váltani, és bolondozni. Fegyvere egy ostor, képes összegömbölyödni, és ágyúgolyóként száguldani.
- Gyöngy – A Kristály ékkövek között ő az, aki a legjobban igyekszik követni a szabályokat, ennek következtében sokszor túl merev és érzelmileg labilis, főleg amikor Rózsáról van szó. Szereti tanítgatni Steven-t, gyakran veszekszik Ametiszttel. Fegyvere egy lándzsa.

### Mellék- és vendégszereplők
- Greg Universe – Steven apukája, aki egy autómosót vezet és a furgonában él. Régen zenész volt, kiadott pár lemezt is. Bár küldetéseken szinte sosem vesz részt, gyakran segít és ad bölcs tanácsokat Steven-nek és a kristály ékköveknek.
- Rózsakvarc – Steven anyukája, aki lemondott fizikai alakjáról, hogy Steven-t a világra hozhassa. Fegyvere egy rózsamintás pajzs és egy rózsaszín kard, amit Steven örökölt. A pajzsot Steven az ékkövéből tudja előhívni, de a kard Oroszlán sörényében van.
- Peridot – Először ellenségként tűnik fel, ugyanis egyike Sárga Gyémánt szolgáinak, akik el akarják pusztítani a Földet, azonban később ő is csatlakozik a kristály ékkövek közé, így a 3. évadtól többször feltűnik, mint kristály ékkő. A későbbiekben megtanulja telekinézissel mozgatni a fémből készült dolgokat.
- Jasper – Egy hihetetlen erejű kvarckatona, egy jáspis, akit csak ékkőfúziók tudnak legyőzni, egyedül csak Lapis Lazuli tud elbánni vele. Ő is a Földön született és csak azért tért vissza, hogy bosszút álljon Rózsakvarcon amiért összetörte a gyémántot akit ő is szolgált, Rózsaszín Gyémántot. Nem tesz különbséget Rózsakvarc és Steven között, Steven-t is Rózsának hívja és azt is hiszi hogy Steven és Rózsa egy és ugyanaz. Fegyvere egy harci sisak, mely öklelőkopjában végződik. Képes hatalmas tűzgolyóvá összegömbölyödni és ágyúgolyóként száguldani. Jelenleg buborékolt állapotban van.
- Lapis Lazuli – Először a Tükör-ékkő c. epizódban jelenik meg. A Börtönlázadás c. epizódban Jasper és Peridot fogságába esik, majd Jasper-rel egyesülve Malachit lesz belőle. Miután sikerült legyőzni Malachitot csatlakozik a kristály ékkövekhez. Képes irányítani a vizet, amiből akár óriási pusztító kezet is tud formázni, de arra is képes, hogy lemásolja a vízzel mások alakját és veszedelmes vízhadsereget hozzon létre belőlük, melynek minden tagját külön tudja irányítani, emellett képes repülni.
- Connie Maheswaran – Steven legjobb emberi barátja. Sok epizódban segít Steven-nek. Gyöngy tanítja őt a kardforgatásra, amit mesteri módon elsajátít és időnként fúzióban egyesül Steven-nel, létrehozva Stevonnie-t.
- Oroszlán – Steven háziállata egy rózsaszín oroszlán, aki varázserővel rendelkezik. Képes dimenziókapukat nyitni, a sörényében pedig egy másik világ van, ahol rengeteg dolog található. Feltehetőleg Rózsa kedvence is volt, mivel hozzá fűződő dolgok tömkelege van benn mint Bizmut ékköve, Rózsa kardja, Kristály ékkő zászló és egy videókazetta, amely egy Steven-nek címzett üzenetet tartalmaz.
- Sárga Gyémánt – Az egyik legfőbb uralkodója az ékkövek hazájának. A Fogadott Üzenet c. részben jelenik meg először. Célja a Föld elpusztítása.
- A Gubanc – A Gubanc a Föld magjában elhelyezkedő hatalmas ékkőszilánkok által alkotott ékkő fúzió, amely ha alakot ölt, megsemmisíti a Földet. A fúró c. részben jelenik meg, amikor Peridot el akarja pusztítani, ám Steven kapcsolatot létesít vele, így sikerül egy nagy buborékba helyezni és megakadályozni, hogy alakot öltsön.
- Kék Gyémánt – Az ékkövek hazájának egyik legfőbb uralkodója. A válasz c. részben jelenik meg először.
- Opál – Ametiszt és Gyöngy fúziója, szürke bőrű négykarú óriásnő. Nyugodt, kiegyensúlyozott természetű, fegyvere egy óriási íj, mely lézernyilat lő ki.
- Sardonix – Gránát és Gyöngy fúziója, elegáns megjelenésű négykarú óriásnő, aki a felsőtestét képes 360 fokban elforgatni. Vidám természetű, úgy viselkedik, mint egy tévéműsor házigazdája. Fegyvere egy hatalmas harci pöröly.
- Szugilit – Gránát és Ametiszt fúziója, hatalmas erejű izmos négykarú ötszemű óriásnő. Ha Gránát és Ametiszt sokáig fenntartja ezt a fúziót elvesztik fölötte az irányítást és dühöngő szörnyeteg lesz belőle. Fegyvere egy óriási láncos buzogány.
- Stevonnie – Steven és Connie fúziója. Egyszerre tudja használni Steven pajzsát és Rózsa kardját.
- Malachit – Jasper és Lapis Lazuli fúziója, négyszemű és hatkezű óriás, melynek négy karja a lábakat helyettesíti. Félelmetes erejű fúzió, melyben egyesül Jasper hatalmas ereje és Lapis Lazuli vízirányító képessége. Fegyvere Jasper harcisisakja és Lapis Lazuli vízirányító képessége. Tud repülni.
- Alexandrit – Gránát, Ametiszt és Gyöngy fúziója. Hatkezű óriásnő, mely a három kristály ékkő és az összes fúziójuk fegyverével rendelkezik.
- Füstkvarc (Smoky Quartz) – Steven és Ametiszt fúziója, háromkezű sötétszürke lezser óriás. Fegyvere egy hatalmas módosított jojó.
- Roncsolódott ékkövek – Steven és a kristály ékkövek eleinte ellenük harcolnak a legtöbbet. Ékkőszörnyek eltorzult testtel és tudattal. Legtöbbjük állatias vonásokkal rendelkezik, azonban vannak kényszerfúziók is, ahol több ékkövet egybeolvasztottak. A kényszerfúziós roncsolódott ékkövek csak végtagokból állnak. Ha egy ékkő fúzióba lép egy roncsolódott ékkővel, maga is roncsolódik.
- Bizmut – Egyike az eredeti kristály ékköveknek, ő készítette a kristály ékkövek fegyvereit, ő a kristálytündérek kovácsa. Nagyon régen nyoma veszett és mindenki azt hitte, hogy a hazavilág elfogta és összezúzta. Több ezer évig pihent Oroszlán sörényében, majd rövid időre újra csatlakozott a kristály ékkövekhez, majd Steven be buborékolta Bizmutnak nincs saját fegyvere, viszont a kezeit bármilyen eszközzé át tudja alakítani, akár harci- és kovács kalapáccsá, vagy csatabárddá is.
- Lars – A Fánkóriásban dolgozik. Mogorva, undok és sokszor érzéketlen. Steven gyakran próbálja megváltoztatni sikertelenül.
- Sadie – Ő is a Fánkóriásban dolgozik. Erős, határozott és bátor, még attól sem riad vissza, hogy szembeszálljon egy roncsolódott ékkővel.
- Mr. Fryman – Beach City sültkrumpli árusa, fiaival vezeti a boltot.
- Peedee Fryman – Mr. Fryman kisebbik fia hatalmas felelősségtudattal, ő veszi fel a rendeléseket.
- Ronaldo – Mr. Fryman idősebb fia, aki a konyhában segít be. Érdeklik a földöntúli dolgok, imád nyomozni, sokszor kutakodik az ékkövek után is. Nyomozásairól internetes videósorozatot készít.
- Vidalia – Fiatalkorában gyakran lógott Ametiszttel, aki sokszor meglátogatja. Ő Tejföl és Hagyma (Onion) anyja és Sügér felesége.
- Hagyma – Vidalia kisebbik fia. Nem beszél és sokszor úgy viselkedik, mint egy maffiozó. Steven eleinte fél tőle, később barátok lesznek.
- Tejföl – Vidalia idősebb fia, aki DJ-ként dolgozik. Egyedi zenékkel szórakoztatja Beach City fiataljait, amikhez régi játékkonzolokat is felhasznál. Gyakran keveredik vitába a mostohaapjával, aki azt szeretné, hogy hagyjon fel a zenéléssel és álljon halásznak ahogy ő is.
- Sügér – Vidalia férje, Hagyma apja és Tejföl mostohaapja. Halász és azt szeretné, ha Tejföl is az lenne. Végül elfogadja, hogy Tejföl DJ akar lenni és segít is neki benne.
- Marty – Greg neki köszönhetően jutott el Beach City-be, ahol találkozott Rózsakvarccal. Greg menedzsere volt, aki rosszul szervezte meg Greg fellépését, így csak Rózsakvarc volt ott a koncertjén. Tejföl apja, aki később a fiának is szervez egy fellépést, de azt is elszúrja.
- Padparadsa – Padparadsa, egy semleges hovatartozású ékkő, aki egy elhagyatott Óvodai létesítményben él az Ékkő Otthonon, más defektív és abnormális Ékkővel, "Hibások" néven. Habár a zafíroknak a jövőbe kéne látniuk, Padparadsa látomásai csak a jelenre, és a közelmúltra szólnak. Először a "Színtelenek" című részben tűnt fel.
- Rutil ikrek – Rutil ikrek hovatartozás nélküli Ékkövek, akik egy elhagyatott Óvodai létesítményben élnek az Ékkő Otthonon, más hibás vagy abnormális ékkövekkel, Hibásak néven. Először a "Színtelenek" című részben debütáltak. Egy defektív ékkövet alkotnak, aképp, hogy két ékkő kapcsolódott eggyé a formáció folyamán (így egy testen és ékkövön osztoznak).
- Rodonit – Rodonit egy hovatartozás nélküli fúzió,akti ismeretlen Rubin és ismeretlen Gyöngy alkot. Először a "Színtelenek" című epizódban szerepelt. Jelenleg egy elhagyatott Óvodábai létesítményben lakik az Ékkő Otthonon más defektív és abnormális Ékkövekkel, Hibásak néven. Az alkotóékkövei egykor Morganithoz tartoztak, de lecserélték őket, és felfedezték, hogy szeretnek fuzionálni.
- Fluorit – Fluorit, egy hovatartozás nélküli Fúzió 6 ismeretlen Ékkő közt. Jelenleg egy elhagyatott Óvodai létesítményben lakik az Ékkő Otthon alatt, más hibás vagy abnormális ékkövekkel, Hibásak néven. A "Színtelenek" részben láthattuk először.
- Fehér gyöngy – Fehér gyöngy,Fehér gyémánt által elvett ékkő. Első Gyémántja Rózsaszín volt.
- Fehér gyémánt – A gyémántok "főnöke" ő irányítja Hazavilágot az ékkövek hazáját. Ereje:Roncsolás,Eszme elvétele. Legelőször a "Legs from here to homeworld" részben jelenik meg.
- Kavicsok – Rózsaszín gyémánt segédei,akik Rózsaszín könnyeitől keltek életre.
- Szivárvány kvarc 2.0 – Gyöngy és Steven fúziója először a "Change your mind" részben találkozunk vele. Fegyvere egy esernyő amit a szavait idézve "Rainbow Quartz power activate!" mondatja után,sugár meghajtással ment.
- Napkő(Sunstone) – Steven és Gránát fúziója. Egy tapadó korongos kesztyű az úgy mondd fegyvere.
- Obszidián – Steven,Gránát,Gyöngy és Ametiszt fúziója. Egy kardnyelet tud megidézni és az alszájával (amiben láva van) formál egy hatalmas kardot,ami olyan forró,hogy mindent eltudna vágni.
- Jáde Fúzíó: – Két ismeretlen ékkő fúziója, akik meg akarták védeni Stevonnie-t a gyémántok elől, de Sárga gyémánt összezúzta. Először a "Together alone" részben jelenik meg.

## Az ékkövek funkciói
Az ékköveket azért hozzák létre, hogy meghatározott feladatokat lássanak el. Az ametisztek és a jáspisok gondozók, de katonák is lehetnek. A zafírok tanácsadók és stratégák, a rózsakvarcok harcosok, a rubinok testőrök, vagy felderítők, a lapiszok terraformálók, a nefritek pilóták, a bizmutok építészek, a gyöngyök személyi asszisztensek, az achátok parancsnokok, a peridotok gépkezelők és üzemeltetők. Ezekkel a meghatározott feladatokkal az ékkövek a gyémántokat szolgálják. Az ékkövek állítólag akkor roncsolódnak, ha a rendeltetésüktől eltérő dolognak szentelik az életüket. A gyémántok ezzel büntetik meg őket, vagy összezúzással.

## Epizódok
| Évad | Évad  | Részek száma | Részek száma | Eredeti sugárzás    | Eredeti sugárzás    | Magyar sugárzás      | Magyar sugárzás   |
| Évad | Évad  | Részek száma | Részek száma | Évadbemutató        | Évadzáró            | Évadbemutató         | Évadzáró          |
| ---- | ----- | ------------ | ------------ | ------------------- | ------------------- | -------------------- | ----------------- |
|      | Pilot | Pilot        | Pilot        | 2013. július 27.    | 2013. július 27.    | n. a.                | n. a.             |
|      | 1.    | 52           | 52           | 2013. november 4.   | 2015. március 12.   | 2014. október 14.    | 2016. január 25.  |
|      | 2.    | 26           | 26           | 2015. március 13.   | 2016. január 8.     | 2016. január 26.     | 2016. június 28.  |
|      | 3.    | 25           | 25           | 2016. május 12.     | 2016. augusztus 10. | 2016. június 29.     | 2017. február 2.  |
|      | 4.    | 25           | 25           | 2016. augusztus 11. | 2017. május 11.     | 2017. szeptember 25. | 2017. október 26. |
|      | 5.    | 26           | 26           | 2017. május 29.     | 2019. január 21.    | 2018. július 30.     | 2020. május 9.    |

## Szereposztás

### Főszereplők
| Szereplő        | Eredeti hang      | Magyar hang                                          |
| --------------- | ----------------- | ---------------------------------------------------- |
| Steven Universe | Zach Callison     | Bogdán Gergő Nagy Gereben (énekhang 1x49, 3-5. évad) |
| Gránát          | Estelle           | Nádasi Veronika                                      |
| Ametiszt        | Michaela Dietz    | Pekár Adrienn                                        |
| Gyöngy          | Deedee Magno Hall | Vági Viktória Andrádi Zsanett (énekhang)             |
| Rubin           | Charlyne Yi       | N/A                                                  |
| Zafír           | Erica Luttrell    | N/A                                                  |

### Mellékszereplők
| Szereplő          | Eredeti hang                               | Magyar hang                                                       |
| ----------------- | ------------------------------------------ | ----------------------------------------------------------------- |
| Greg Universe     | Tom Scharpling                             | Megyeri János Potocsny Andor (énekhang)                           |
| Connie Maheswaran | Grace Rolek                                | Csuha Borbála                                                     |
| Lars Barriga      | Matthew Moy                                | Baradlay Viktor                                                   |
| Sadie Miller      | Kate Micucci                               | Hermann Lilla (1. hang) Eke Angéla (2. hang) Dobó Enikő (3. hang) |
| Rózsa Kvarc       | Susan Egan                                 | Andrádi Zsanett                                                   |
| Lapis Lazuli      | Jennifer Paz                               | Lamboni Anna Andrádi Zsanett (énekhang)                           |
| Jasper            | Kimberly Brooks                            | Lamboni Anna (1. hang)                                            |
| Peridot           | Shelby Rabara                              | Andrádi Zsanett (1. hang) Sipos Eszter Anna (2. hang)             |
| Bizmut            | Uzo Aduba (1. hang) Miriam Hyman (2. hang) | Bognár Gyöngyvér                                                  |
| Sárga Gyémánt     | Patti LuPone                               | Bertalan Ágnes (1. hang) Csere Ágnes (2. hang)                    |
| Kék Gyémánt       | Lisa Hannigan                              | Kocsis Mariann                                                    |
| Fehér Gyémánt     | Christine Ebersole                         | Madarász Éva                                                      |
| Oroszlán          | Dee Bradley Baker                          | Eredeti hang                                                      |
| Spinel            | Sarah Stiles                               | Molnár Ilona Réthy Zsazsa (énekhang)                              |
| Ronaldo Fryman    | Zach Steel                                 | Nikas Dániel (1. hang) Berkes Bence (2. hang)                     |
| Peedee Fryman     | Atticus Shaffer                            | Császár András                                                    |
| Mr. Fryman        | Billy Merritt                              | Kapácsy Miklós                                                    |
| Pizza Kiki        | Reagan Gomez-Preston                       | Berkes Boglárka                                                   |
| Pizza Kofi        | Godfrey                                    | Szokol Péter                                                      |
| Pizza Nanefua     | Toks Olagundoye                            | Kassai Ilona                                                      |
| Bill Dewey        | Joel Hodgson                               | Németh Gábor                                                      |
| Barb Miller       | Kate Flannery                              | Kokas Piroska                                                     |
| Aquamarine        | Della Saba                                 | Hermann Lilla                                                     |
| Füstkvarc         | Natasha Lyonne                             | Martinovics Dorina                                                |
| Nagyfater bátyó   | Pete Browngardt                            | Barabás Kiss Zoltán                                               |
| Pizza Pityu       | Adam DeVine                                | Mészáros András                                                   |
| Mr. Gus           | Kevin Michael Richardson                   | Juhász Zoltán                                                     |
| Hasi Tasi         | Eric Bauza                                 | Pavletits Béla                                                    |
| Malachite         | Kimberly Brooks Jennifer Paz               | Lamboni Anna                                                      |
| Kék Gyöngy        | Deedee Magno Hall                          | Szilágyi Csenge                                                   |
| Sárga Gyöngy      | Deedee Magno Hall                          | Szilágyi Csenge                                                   |

### Magyar változat
A szinkront a Turner Broadcasting System megbízásából a Digital Media Services (1x01-42) és az SDI Media Hungary (1x43-52, 2-5. évad) készítette.
- Magyar szöveg: Csányi Zita (1-2. évad, 3x01-23, 3x25, 4. évad, 5x01-28), Fék András (3x24), Szép Veronika (5x29-32 + film), Dame Nikolett (Az új világ)
- Dalszöveg: Weichinger Kálmán (3-5. évad)
- Hangmérnök: Nemes László (1x01-42), Weichinger Kálmán (1x43-52, 2-5. évad)
- Gyártásvezető: Masoll Ildikó (1x01-42)
- Zenei rendező: Weichinger Kálmán (3-5. évad)
- Szinkronrendező: Vági Tibor (1x01-42), Dezsőffy Rajz Katalin (1x43-52, 2-5. évad)
- Produkciós vezető: ? (1x01-42), Varga Fruzsina (1x43-5x17), Marjay Szabina (5x18-)